# Шкерьянц, Люциян Мария
Люциян Мария Шкерьянц (словен. Lucijan Marija Škerjanc; 17 декабря 1900, Грац — 27 февраля 1973, Любляна) — словенский композитор, дирижёр, пианист и музыкальный педагог. Член Словенской академии наук и искусств с 1949 года.

## Жизнеописание
С 1902 г. жил в Любляне, здесь окончил школу. Учился в Пражской консерватории (1920—1921), затем изучал композицию в Венской академии музыки у Йозефа Маркса и парижской Schola cantorum у Венсана д’Энди (1924—1927), в области дирижирования совершенствовался в Базеле под руководством Феликса Вайнгартнера (1930).
Уже в 1922 г. начал преподавательскую деятельность в Любляне, с 1926 г. преподавал в Люблянской консерватории, в 1940—1970 гг. вёл класс композиции, в 1945—1947 гг. директор. Одновременно в 1925—1945 гг. руководил одним из люблянских оркестров. В 1950—1955 гг. директор Словенской филармонии и руководитель её симфонического оркестра. Опубликовал также ряд учебников, книг и статей, в том числе «От Баха до Шостаковича» (1959).
В 1947 г. Шкерьянц стал одним из первых лауреатов новоучреждённой Премии имени Прешерна (за Концерт для скрипки с оркестром), затем был удостоен этой награды ещё трижды: в 1948 (за Четвёртую симфонию), 1950 (за кантату на стихи Прешерна «Венок сонетов») и 1971 (за жизненный вклад в музыкальную композицию). В 1949 г. был избран членом Словенской академии наук и искусств. В 2001 г. в Словении была выпущена почтовая марка с портретом Шкерьянца.
Творческое наследие Шкерьянца включает пять симфоний, 4 увертюры, три оркестровые сюиты, Симфоническую траурную музыку (словен. Simfonična žalna glasba, 1942), два концерта (1940 и 1963, для левой руки) и концертино (1949) для фортепиано с оркестром, скрипичный концерт (1944), концерты для фагота (1953), арфы (1954) и флейты (1962) с оркестром, пять струнных квартетов и другую камерную музыку, а также музыку к спектаклям и кинофильмам.